# كازومي كاواي
كازومي كاواي (باليابانية: 可愛かずみ؛ بالكانا: かわい かずみ) هي مغنية وممثلة يابانية، ولدت في 9 يوليو 1964 في سوغينامي في اليابان، وتوفيت في 9 مايو 1997 في طوكيو في اليابان بسبب سقوط.

## وصلات خارجية
- كازومي كاواي على موقع IMDb (الإنجليزية)
- كازومي كاواي على موقع ميوزك برينز (الإنجليزية)
- كازومي كاواي على موقع ديسكوغز (الإنجليزية)
- كازومي كاواي على موقع قاعدة بيانات الفيلم (الإنجليزية)